# بييرو تشيكاريني
بييرو تشيكاريني (بالإيطالية: Piero Ceccarini)، من مواليد 20 اكتوبر 1953 في مدينة لفرنة باقليم توسكانا، حكم كرة قدم إيطالي دولي سابق، حكم مباراة يوفنتوس و إنتر في أبريل 1998 والتي انتصر فيها يوفنتوس على إنتر (1-0)، تلك المباراة التي شهدت جدل عنيف حول الحكم بييرو تشيكاريني، الذي لم يحتسب ركلة جزاء للإنتر بسبب تداخل إيوليانو الشهير على رونالدو.

## الروابط الخارجية
- لا بيانات لهذه المقالة على ويكي بيانات تخص الفن
- بييرو تشيكاريني على موقع Soccerway.com (الإنجليزية)